# Hylocharis eliciae
Colibri-de-elicia ou safira-de-garganta-azul (Chlorestes eliciae) é uma espécie de ave da família Trochilidae (beija-flores).
Pode ser encontrada nos seguintes países: Belize, Colômbia, Costa Rica, El Salvador, Guatemala, Honduras, México, Nicarágua e Panamá.
Os seus habitats naturais são: florestas subtropicais ou tropicais húmidas de baixa altitude e florestas secundárias altamente degradadas.